# Càrrega a granel

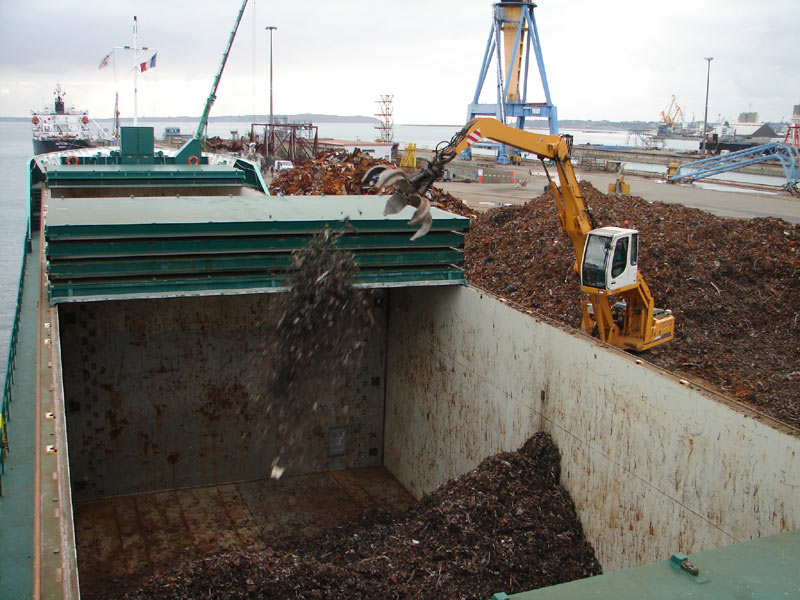
Manejant material a granel a Brest, França.

La càrrega a granel és un conjunt de béns que es transporten sense empaquetar, ni embalar en grans quantitats. Aquesta càrrega és normalment dipositada o abocada amb una pala, galleda o catúfols, com líquid o sòlid en un dipòsit per a material a granel, carro de ferrocarril o en la caixa d'un camió, remolc, etc. El vaixell de càrrega per a material a granel més gran del món és el Berge Stahl, amb la impressionant capacitat de 364.768 tones de pes mort. El port per càrrega de material a granel més freqüentat en el món és el de Nova Orleans, que es troba al port sud de Louisiana. La càrrega a granel pot ser líquida o seca.

## Càrrega seca
- Carbó

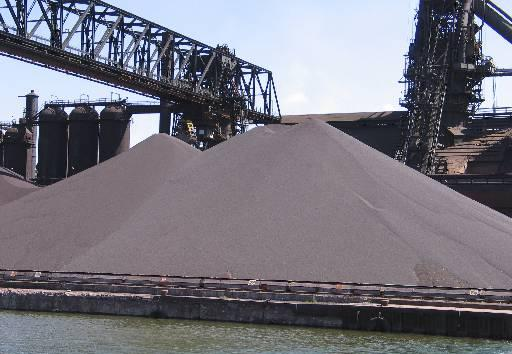
Aquest munt de mineral de ferro serà utilitzat en la producció d'acer.

- Grans (blat, blat de moro, arròs, ordi, civada, sègol, sorgo, soja, llegums, etc.)
- Mineral de ferro (minerals ferrosos i no-ferrosos, aliatges ferrosos, fosa de primera fusió, ferralla, etc.)
- Bauxita
- Fusta
- Ciment
- Productes químics (fertilitzants, plàstic a grànuls, resina o pols, fibres sintètiques, etc.)
- Aliments secs (perús animal o humà: alfals, cítrics, aliment per bestiar, farina, sucre, llavors, etc.)
- Material de mina: (sorra i grava, coure, ferro, sal, etc.)

## Càrrega a granel líquida
- Petroli
- Gas natural liquat
- Gasolina
- Productes químics
- Aliments líquids (oli vegetal, oli de cuina, fruits, sucs, etc.)

## Grans ports especialitzats en granel
- Port del sud de Louisiana, als Estats Units
- Port de Rotterdam, als Països Baixos.
- El Musel, Gijón, a Astúries, (Espanya).